# Sajmiri
Sajmiri (Saimiriinae) – podrodzina ssaków naczelnych z rodziny płaksowatych (Cebidae).

## Zasięg występowania
Podrodzina obejmuje gatunki występujące w Ameryce Środkowej i Południowej.

## Morfologia
Długość ciała 22–42 cm, ogona 33–47 cm; masa ciała 550–1400 g.

## Systematyka

### Podział systematyczny
Do podrodziny należy jeden występujący współcześnie rodzaj:
- Saimiri Voigt, 1831 – sajmiri

Opisano również rodzaj wymarły:
- Neosaimiri Stirton, 1951 – jedynym przedstawicielem był Neosaimiri fieldsi Stirton, 1951.